# Cağşak, Kozaklı
Cağşak là một xã thuộc huyện Kozaklı, tỉnh Nevşehir, Thổ Nhĩ Kỳ. Dân số thời điểm năm 2011 là 120 người.